# 7 krasnoludków: Las to za mało – historia jeszcze prawdziwsza
7 krasnoludków: Las to za mało – historia jeszcze prawdziwsza (niem. 7 Zwerge – Der Wald ist nicht genug) – niemiecki film komediowy z 2006 roku w reżyserii Svena Unterwaldta Jr. Sequel filmu 7 krasnoludków – historia prawdziwa.
Film swobodnie nawiązuje do baśni braci Grimm Królewna Śnieżka oraz Titelitury. Zdjęcia kręcono w Berlinie, Bremie, Brunszwiku, Goslarze, Hamburgu, Quedlinburgu i Wernigerode.

## Obsada
- Cosma Shiva Hagen – Królewna Śnieżka
- Nina Hagen – Zła Królowa
- Olli Dittrich – Pinokio
- Mirco Nontschew – Kozak
- Boris Aljinovic – Dołek
- Ralf Schmitz – Szczycik
- Axel Neumann – Niegodziwy

i inni

## Wersja polska
Wersja polska: Studio PRL na zlecenie: Kino Świat

Dialogi: Jan Jakub Wecsile

Tłumaczenie: Krystyna Żukowicz

Reżyseria: Cezary Morawski

Nagranie dialogów: Urszula Bylica

Zgranie w systemie Dolby Digital: Michał Kostarkiewicz, Studio Filmowe Łódź

Organizacja produkcji: Michał Przybył i Łukasz Romb

Wystąpili:
- Krzysztof Skiba − Pumpernikiel
- Agnieszka Chylińska − Zła Królowa
- Edyta Herbuś – Królewna Śnieżka
- Michał Koterski – Pinokio
- Jerzy Kryszak – Loczek
- Grzegorz Halama − Knedel
- Zbigniew Suszyński – Młotek
- Jarosław Boberek – Kozak
- Mieczysław Morański − Dołek
- Marcin Hycnar − Szczycik
- Piotr Zelt – Arnie
- Marcin Troński – Ślisk
- Bohdan Smoleń – Bohdan
- Grzegorz Drojewski – Jaś
- Adam Ferency – narrator
- Marek Frąckowiak – Łowczy
- Jan Janga-Tomaszewski – wcielenie Pumpernikla
- Jacek Jarzyna – sprzedawca kiełbasek
- Paweł Szczesny – klient po kiełbaski
- Andrzej Chudy – policjant/klient w sklepie wędkarskim
- Andrzej Blumenfeld – funkcjonariusz
- Magdalena Krylik – Małgosia
- Zbigniew Konopka – więzień
- Cezary Morawski – prezes/ojciec Śnieżki
- Brygida Turowska – syn Śnieżki
- Tomasz Grochoczyński – wędkarz
- Tomasz Kozłowicz – lustro na dworcu

i inni
Teksty piosenek: Ryszard Wojtyński i Piotr Konwerski-Russ

Kierownictwo muzyczne: Piotr Gogol

Śpiewali: Adam Krylik, Artur Bomert, Aleksandra Bieńkowska i Piotr Gogol